# Paillé
Paillé település Franciaországban, Charente-Maritime megyében. Lakosainak száma 327 fő (2022. január 1.). Paillé Aulnay, Cherbonnières, Les Églises-d’Argenteuil, Saint-Pierre-de-Juillers és Rives-de-Boutonne községekkel határos.

## Népesség
A település népességének változása:
| Lakosok száma | 442  | 375  | 333  | 340  | 338  | 320  | 315  | 322  | 325  | 327  |
|               | 1968 | 1982 | 1990 | 2006 | 2013 | 2015 | 2017 | 2019 | 2020 | 2022 |